# U-205号潜艇
U-205号（德語：U 205）是纳粹德国战争海军建造的568艘VII-C型潜艇（或称U艇）之一。它由基尔的日耳曼尼亚船厂承建，于1941年3月20日下水，至5月3日交付使用。第二次世界大战期间，该艇曾执行过十一次巡逻作战，仅击沉1艘排水量为5,450吨的英国轻巡洋舰。1943年2月17日，U-205号在德尔纳西北部的地中海遭英国驱逐舰圣骑士号袭击而严重受损，其后在被英国人拖曳时沉没，艇内官兵8人阵亡、42人幸存。

## 设计
VII-C型是VII级潜艇的第三次、也是最有价值的改进型。它搭载了被称为“S装置”的新式主动声呐系统，为了容纳这种新设备，VII-C型的艇体尺寸有所增加，并重新设计了压载水舱，在其两侧各增加了一个可提供储备浮力的小型浮舱，有利于潜艇完成快速下潜。U-205号的全长为67.10米，舷宽6.20米、并有4.74米的吃水深度，水上和水下排水量分别为769吨和871吨。该艇采用双轴设计，具有两副直径为1.23米的三叶螺旋桨。在机械系统方面，VII-C型艇也得到了升级：通过艇上配备的燃油过滤系统，柴油机润滑系统的使用受命得以延长，也为不同润滑剂在艇上机械设备上混合使用留足了余地。原先前型艇用于发射鱼雷和主压载舱吹除操作的电动空气压缩机则改为容克斯的柴动压缩机，从而减小了对艇上电气系统的依赖；此外，该型艇还装配了更为现代化的电力转换系统。动力由两台日耳曼尼亚生产的F46型六缸四冲程1,400匹公制馬力（1,000千瓦特）机械增压柴油机用于水面运行，以及两台AEG提供的GU 460/8-276型375匹公制馬力（280千瓦特）双作用电动发电机用于水下航行；水面最高航速17.7節（32.8每小時），水下7.6節（14.1每小時）；能够在水面以10節（19每小時）航速续航8,500海里（15,700），或以4節（7.4每小時）连续在水下航行80海里（150）而无需充电。
武器装备方面，U-205号装备有五具内置式鱼雷发射管——艇艏四具、艇艉一具。其艇艉的鱼雷发射管设计在耐压壳体内部、两片舵之间，鱼雷可以由此向外发射。在轮机舱甲板下方还配备了用于艇艉的鱼雷装填系统，耐压壳体与甲板室之间一前一后还设计有外置鱼雷贮存装置，因此U-205号可携带14枚G7型鱼雷。但不同于其它批次的C型艇，该艇不设水雷贮存及布设装置。此外，它还搭载有一门配备220发弹药的88毫米35式速射炮以及一门配备1,195发弹药20毫米30式高射炮作为甲板炮。其标准船员编制为4名军官及40－56名水兵。

## 历史
1939年10月16日，海军造舰局将U-205号的建造合同发包予基尔的日耳曼尼亚船厂，并自1940年6月19日开始铺设龙骨，建造序列为634。经过九个月的建造，它于1941年3月20日下水，至5月3日在首度担任艇长的海军上尉弗朗茨-格奥尔格·雷施克的指挥下交付使用。完成海试后，该艇加入驻基尔的第3潜艇区舰队，先是在波罗的海进行战备训练，进而于1941年7月作为前线艇移驻德占法国的拉帕利斯。为了配合在地中海的巡逻，U-205号自1941年11月起又换编至驻拉斯佩齐亚的第29潜艇区舰队，直到1943年沉没。与当时大多数德国U艇一样，它在瞭望塔上漆有其主保城市萨尔茨堡的纹章作为艇徽。此外，该艇还选择以一只乌龟的形象作为自己的独立艇徽，与第3区舰队的队徽类似。
第二次世界大战期间，U-205号曾执行过十一次巡逻和一次狼群作战，足迹遍及北大西洋和地中海多地，却仅击沉1艘排水量为5,450吨的英国轻巡洋舰。那是在第七次巡逻期间，该艇于1942年6月15日23:20在塞卢姆北部发现一支军舰集群，并于23:38和23:40分别向两艘驱逐舰各发射一枚鱼雷，但未命中。直到这时，雷施克才认出它们屏护的是一艘巡洋舰，遂于6月16日00:19射出三枚鱼雷，击中英国轻巡洋舰赫耳弥俄涅号右舷。该舰立即倾侧22度，从艉部下沉，随后完全侧翻，漂浮了21分钟后沉没。8名军官和80名水兵在袭击中遇难。幸存者被护航驱逐舰救起，至亚历山大港上岸。
在最后一次巡逻中，U-205号于1943年2月2日从萨拉米斯岛出发，计划于2月17日袭击身处德尔纳西北部的一支沿海护航队。当天，它被英国驱逐舰圣骑士号以声呐发现。驱逐舰接近探测到的位置，并连续投掷了五枚深水炸弹，深度设置为30米。部分炸弹在U-205号附近爆炸，导致潜艇严重受损，被迫浮出水面。当潜艇突然出现在视野中时，圣骑士号连同另一艘英国驱逐舰杰维斯号和隶属南非空军第15中队的一架布倫亨式轟炸機发起联合攻击，炸死8人，并将剩余的德国人赶入海中。被遗弃的U-205号维持漂浮，以大约9節（17每小時）的速度旋转，电动机亦仍在运转。圣骑士号无法驶近，遂派出一支登船小队设法抢救了多份机密文件和无线电设备。与此同时，圣骑士号与杰维斯号救起42名潜艇官兵。英国人认为缴获U-205号的可能性很小。尽管如此，轻型护卫舰大岩桐号还是从附近经过的一支小型护航队中撤出，并受命充当拖船。他们几经努力终于成功将一根直径8.9厘米粗的钢缆系在仍缓慢绕圈的U-205号艇上。随后，大岩桐号径直驶向图卜鲁格以西约180海里（330）的埃及海岸。大约三小时后，该船拖着潜艇驶入海湾，但此时U-205号几乎已灌满海水。随着大岩桐号调转航向，潜艇艉部朝下沉入29米深的海底，大致位于32°54′N 22°01′E / 32.900°N 22.017°E处。

## 袭击历史摘要
| 日期          | 船名         | 船籍         | 吨位  | 结局 |
| ------------- | ------------ | ------------ | ----- | ---- |
| 1942年6月16日 | 赫耳弥俄涅号 | 英國皇家海軍 | 5,450 | 击沉 |

## 脚注
1. ↑  威廉生，第11頁.
2. ↑  加洛普，第74頁.
3. 1 2  Gröner 1991，第43–46頁.
4. ↑  加洛普，第72頁.
5. ↑  . U-Boot-Archiv.   [2025-06-18].
6. 1 2  Helgason, Guðmundur. . German U-boats of WWII - uboat.net.   [2025-06-18].
7. ↑  Högel，第74頁.
8. 1 2  Helgason, Guðmundur. . German U-boats of WWII - uboat.net.   [2025-06-18].
9. ↑  Helgason, Guðmundur. . German U-boats of WWII - uboat.net.   [2025-06-18].
10. ↑  Blair，第268–269頁.